# Telkom Knockout Cup
De Telkom Knockout Cup is een voetbalbekertoernooi in Zuid-Afrika. In iedere editie spelen de zestien clubs die op dat moment actief zijn in de Premier Soccer League tegen elkaar via een knock-outsysteem.
Het toernooi werd in 1982 opgericht onder de naam Datsun Challenge. Het toernooi veranderde sindsdien verschillende keren van naam. Sinds 2006 heet het om sponsorreden de Telkom Knockout.

## Overzicht finales
| Jaar                                   | Winnaar              | Uitslag                 | Verliezend finalist  |
| Datsun Challenge                       | Datsun Challenge     | Datsun Challenge        | Datsun Challenge     |
| -------------------------------------- | -------------------- | ----------------------- | -------------------- |
| 1982                                   | Arcadia Shepherds FC | 1 – 1, 2 – 0            | Highlands Park       |
| 1983                                   | Kaizer Chiefs        | 2 – 1                   | Wits University      |
| John Player Special (JPS) Knockout Cup |                      |                         |                      |
| 1984                                   | Kaizer Chiefs        | 1 – 0, 1 – 1            | Durban Bush Bucks    |
| 1985                                   | Wits University      | 2 – 1, 0 – 1            | Kaizer Chiefs        |
| 1986                                   | Kaizer Chiefs        | 2 – 1, 0 – 0            | Moroka Swallows      |
| 1987                                   | Durban Bush Bucks    | 1 – 3, 2 – 0            | Orlando Pirates FC   |
| 1988                                   | Kaizer Chiefs        | 3 – 1, 2 – 1            | Jomo Cosmos          |
| 1989                                   | Kaizer Chiefs        | 2 – 0, 2 – 1            | Moroka Swallows      |
| 1990                                   | Mamelodi Sundowns FC | 1 – 0, 1 – 1            | Orlando Pirates FC   |
| 1991                                   | Dynamos FC           | 2 – 2, 2 – 1            | Giant Blackpool      |
| Coca-Cola Cup                          |                      |                         |                      |
| 1992                                   | AmaZulu              | 3 – 1                   | Kaizer Chiefs        |
| 1993                                   | Umtata Bush Bucks    | 3 – 1                   | Santos Kaapstad      |
| 1994                                   | Qwa Qwa Stars        | 3 – 2                   | Hellenic FC          |
| 1995                                   | Wits University      | 1 – 0                   | Orlando Pirates FC   |
| 1996                                   | Umtata Bush Bucks    | 1 – 1, 1 – 0            | Qwa Qwa Stars        |
| Rothmans Cupa                          |                      |                         |                      |
| 1997                                   | Kaizer Chiefs        | 1 – 1, 1 – 1 (3-2 pen.) | Mamelodi Sundowns FC |
| 1998                                   | Kaizer Chiefs        | 2 – 2, 2 – 1            | Mamelodi Sundowns FC |
| 1999                                   | Mamelodi Sundowns FC | 2 – 0                   | Free State Stars     |
| 2000                                   | Ajax Cape Town       | 1 – 1, 4 – 1            | Orlando Pirates FC   |
| Coca-Cola Cup                          |                      |                         |                      |
| 2001                                   | Kaizer Chiefs        | 5 – 0                   | Jomo Cosmos          |
| 2002                                   | Jomo Cosmos          | 1 – 0                   | Kaizer Chiefs        |
| 2003                                   | Kaizer Chiefs        | 2 – 0                   | Silver Stars         |
| 2004                                   | Kaizer Chiefs        | 1 – 0                   | Supersport United FC |
| 2005                                   | Jomo Cosmos          | 1 – 1 (4-1 pen.)        | Supersport United FC |
| Telkom Knockout Cup                    |                      |                         |                      |
| 2006                                   | Silver Stars         | 3 – 1                   | Ajax Cape Town       |
| 2007                                   | Kaizer Chiefs        | 0 – 0 (3-2 pen.)        | Mamelodi Sundowns FC |
| 2008                                   | Ajax Cape Town       | 2 – 1                   | Orlando Pirates FC   |
| 2009                                   | Kaizer Chiefs        | 2 – 1                   | Ajax Cape Town       |
| 2010                                   | Kaizer Chiefs        | 3 – 0                   | Orlando Pirates FC   |
| 2011                                   | Orlando Pirates FC   | 3 – 1                   | Bidvest Wits         |
| 2012                                   | Bloemfontein Celtic  | 1 – 0                   | Mamelodi Sundowns FC |
| 2013                                   | Platinum Stars       | 2 – 1                   | Orlando Pirates FC   |
| 2014                                   | Supersport United FC | 3 – 2                   | Platinum Stars       |
| 2015                                   | Mamelodi Sundowns FC | 3 – 1                   | Kaizer Chiefs        |
| 2016                                   | Cape Town City FC    | 2 – 1                   | Supersport United FC |
| 2017                                   | Bidvest Wits         | 1 – 0                   | Bloemfontein Celtic  |
| 2018                                   | Baroka FC            | 2 – 2 (3-2 pen.)        | Orlando Pirates FC   |
| 2019                                   | Mamelodi Sundowns FC | 2 – 1                   | Maritzburg United    |